# الحب الذي كان (فلم)
الحب الذي كان هو فيلم دراما مصري من إخراج علي بدرخان  وبطولة سعاد حسني، محمود ياسين، إيهاب نافع، زهرة العلا، محمود المليجي وآمال زايد. صدر الفيلم في 31 ديسمبر 1973.

## نبذه
زوجة تجبر على الزواج من رجل لا تحبه، بالرغم من وجود علاقة حب بينها وبين شاب أخر. وبعد مرور عدة سنوات، أعلنت الثورة على هذا الوضع الإجتماعي المزيف، حيث تحاول مقاومته والقضاء عليه. هنا تصطدم بالتقاليد وبقوانين المجتمع المحيط بها.

## طاقم العمل
- سعاد حسني بدور مها
- محمود ياسين بدور سامي [2]
- إيهاب نافع بدور كمال
- زهرة العلا بدور فوزية شقيقة مها
- محمود المليجي بدور دكتور نصيف
- آمال زايد بدور والدة سامي

## وصلات خارجية
- مقالات تستعمل روابط فنية بلا صلة مع ويكي بيانات